# Plataforma de clavados

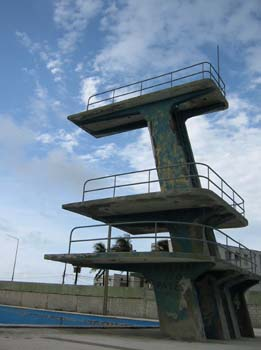
Una plataforma de clavados en una piscina al aire libre

Una plataforma de clavados es un tipo de estructura que se utiliza para los clavados. Consiste en una especie de torre rígida con una o más plataformas horizontales que se extienden sobre una piscina profunda de agua. En los clavados, el nadador salta desde una superficie estacionaria alta. La altura de las plataformas, 10 metros, 7,5 metros y 5 metros, le da al buceador tiempo suficiente para realizar los movimientos acrobáticos de una inmersión en particular. Hay plataformas adicionales establecidas a 3 metros y 1 metro. Plataformas de buceo para las competiciones aprobadas por la FINA deben tener al menos 6 metros de largo y 2 metros de ancho. La mayoría de las plataformas están cubiertas por algún tipo de alfombra o superficie antideslizante para evitar que los deportistas resbalen.
Los tres niveles de la plataforma se utilizan en los Juegos Olímpicos. Cada nivel ofrece un grado distinto de dificultad y por lo tanto podría producir diferentes puntuaciones para los nadadores.
Los primeros Olímpicos en que los clavados aparecieron fueron los de 1904 (solo para los hombres), en lo que se llamó "buceo de fantasía", que se ha creído de diversas formas que se realizaba desde una plataforma o desde un trampolín. La inmersión de 10 metros comenzó en los Juegos Olímpicos de 1908. Los clavados para mujeres comenzaron en los Juegos Olímpicos de 1912, con inmersiones de 5 y 10 metros.